# Папуа Нова Гвинеја на Светском првенству у атлетици на отвореном 2011.
Папуа Нова Гвинеја је учествовала на Светском првенству у атлетици на отвореном 2011. одржаном у Тегу од 27-4. септембра. Репрезентацију Папуе Нове Гвинеје представљало је двоје такмичара (1 мушкарац и 1 жене) у две дисциплине. , 
На овом првенству Папуа Нова Гвинеја није освојила ниједну медаљу. Није било нових националних, личних и рекорда сезоне.

## Учесници
| Мушкарци: - Нелсон Стоун — 400 м | Жене: - Бети Буруа — 400 м |  |

## Резултати

### Мушкарци
| Атлетичар    | Дисциплина | Лични рекорд | Група    | Група      | Полуфинале           | Полуфинале           | Финале               | Финале       | Детаљи |
| Атлетичар    | Дисциплина | Лични рекорд | Резултат | Место      | Резултат             | Место                | Резултат             | Место        | Детаљи |
| ------------ | ---------- | ------------ | -------- | ---------- | -------------------- | -------------------- | -------------------- | ------------ | ------ |
| Нелсон Стоун | 400 м      | 46,70        | 47,86    | 7. у гр. 1 | Није се квалификовао | Није се квалификовао | Није се квалификовао | 30 / 36 (39) |        |

### Жене
| Атлетичарка | Дисциплина | Лични рекорд | Група    | Група      | Полуфинале            | Полуфинале            | Финале                | Финале       | Детаљи |
| Атлетичарка | Дисциплина | Лични рекорд | Резултат | Место      | Резултат              | Место                 | Резултат              | Место        | Детаљи |
| ----------- | ---------- | ------------ | -------- | ---------- | --------------------- | --------------------- | --------------------- | ------------ | ------ |
| Бети Буруа  | 400 м      | 54,33        | 56,98    | 7. у гр. 5 | Није се квалификовала | Није се квалификовала | Није се квалификовала | 33 / 36 (37) |        |

Легенда: НР = национални рекорд, ЛР= лични рекорд, РС = Рекорд сезоне (најбољи резултат у сезони до почетка првества), КВ = квалификован (испунио норму), кв = квалификова (према резултату)